# 野詩良輔
野詩良輔（?—?），唐朝将领。官至陇州刺史。
野詩良輔开始在凤翔节度麾下为将，与和灵武节度使牙将史敬奉、泾原节度使部将郝玼都是以英勇善战闻名于边陲，吐蕃将士特别害怕他们三人。贞元二年（786年）十月初七，李晟派遣蕃落使野诗良辅与王佖带领步兵、骑兵五千人袭击吐蕃的摧砂堡。十月十六日，野诗良辅与王佖大军与吐蕃军二万人交战，获胜，于是乘胜追击，攻克了摧砂堡，斩杀了堡中守将扈屈律悉蒙，烧掉了堡中的储备，于是撤军。凤翔节度使张敬则派遣大将野诗良辅发锐卒至陇西，吐蕃军队大骇。野詩良輔后为陇州刺史。朝廷遣使至吐蕃，吐蕃人对唐使：“唐家既与吐蕃和好，是假的吧！”唐使问：“什么意思？”吐蕃人说：“若不是假话，为什么派野诗良辅作陇州刺史？”